# Sopotsko
Sopotsko (makedonska: Сопотско) är en by i Nordmakedonien. Den ligger i kommunen Resen, i den sydvästra delen av landet, 110 kilometer fågelvägen sydväst om huvudstaden Skopje. Sopotsko ligger 909 meter över havet och antalet invånare är 222.